# Liudmyla Luzan
Liudmyla Volodymyrivna Luzan (en ucraniano: Людмила Володимирівна Лузан; Ivano-Frankivsk, 27 de marzo de 1997) es una deportista ucraniana que compite en piragüismo en la modalidad de aguas tranquilas.
Participó en dos Juegos Olímpicos de Verano, obteniendo tres medallas, dos en Tokio 2020, plata en C2 500 m y bronce en C1 200 m, y una de plata en París 2024, en C2 500 m. En los Juegos Europeos de Cracovia 2023 consiguió tres medallas, oro en C1 500 m y C2 500 m y plata en C1 200 m.
Ganó siete medallas en el Campeonato Mundial de Piragüismo entre los años 2021 y 2024, y doce medallas en el Campeonato Europeo de Piragüismo entre los años 2018 y 2025.

## Palmarés internacional
| Juegos Olímpicos   | Juegos Olímpicos         | Juegos Olímpicos  | Juegos Olímpicos |
| Año                | Lugar                    | Medalla           | Competición      |
| ------------------ | ------------------------ | ----------------- | ---------------- |
| 2020               | Tokio (Japón)            | Medalla de plata  | C2 500 m         |
| 2020               | Tokio (Japón)            | Medalla de bronce | C1 200 m         |
| 2024               | París (Francia)          | Medalla de plata  | C2 500 m         |
| Campeonato Mundial |                          |                   |                  |
| Año                | Lugar                    | Medalla           | Competición      |
| 2021               | Copenhague (Dinamarca)   | Medalla de oro    | C2 500 m         |
| 2021               | Copenhague (Dinamarca)   | Medalla de plata  | C1 500 m         |
| 2021               | Copenhague (Dinamarca)   | Medalla de bronce | C4 500 m         |
| 2022               | Halifax (Canadá)         | Medalla de oro    | C1 500 m         |
| 2022               | Halifax (Canadá)         | Medalla de oro    | C1 1000 m        |
| 2022               | Halifax (Canadá)         | Medalla de plata  | C2 500 m         |
| 2024               | Samarcanda (Uzbekistán)  | Medalla de oro    | C1 500 m         |
| Juegos Europeos    |                          |                   |                  |
| Año                | Lugar                    | Medalla           | Competición      |
| 2023               | Cracovia (Polonia)       | Medalla de oro    | C1 500 m         |
| 2023               | Cracovia (Polonia)       | Medalla de oro    | C2 500 m         |
| 2023               | Cracovia (Polonia)       | Medalla de plata  | C1 200 m         |
| Campeonato Europeo |                          |                   |                  |
| Año                | Lugar                    | Medalla           | Competición      |
| 2018               | Belgrado (Serbia)        | Medalla de bronce | C1 500 m         |
| 2021               | Poznań (Polonia)         | Medalla de oro    | C1 500 m         |
| 2021               | Poznań (Polonia)         | Medalla de oro    | C2 500 m         |
| 2021               | Poznań (Polonia)         | Medalla de plata  | C1 200 m         |
| 2021               | Poznań (Polonia)         | Medalla de bronce | C2 200 m         |
| 2022               | Múnich (Alemania)        | Medalla de oro    | C2 500 m         |
| 2022               | Múnich (Alemania)        | Medalla de plata  | C1 200 m         |
| 2022               | Múnich (Alemania)        | Medalla de plata  | C1 500 m         |
| 2025               | Račice (República Checa) | Medalla de oro    | C1 500 m         |
| 2025               | Račice (República Checa) | Medalla de plata  | C1 200 m         |
| 2025               | Račice (República Checa) | Medalla de plata  | C2 200 m         |
| 2025               | Račice (República Checa) | Medalla de plata  | C2 500 m         |